# (278384) Mudanjiang
(278384) Mudanjiang est un astéroïde de la ceinture principale.

## Description
(278384) Mudanjiang est un astéroïde de la ceinture principale. Il fut découvert le 24 juin 2007 à l'observatoire de Lulin par Ye Quan-Zhi et Hong Qin Lin. Il présente une orbite caractérisée par un demi-grand axe de 2,72 UA, une excentricité de 0,19 et une inclinaison de 5,5° par rapport à l'écliptique.

## Compléments